# السلطان (الرجم)

تعديل مصدري - تعديل

السلطان هي إحدى قرى عزلة السلطان بمديرية الرجم التابعة لمحافظة المحويت، بلغ تعداد سكانها 831 نسمة حسب تعداد اليمن لعام 2004.